# Noureddine Segmani
Noureddine Segmani est un boxeur marocain.

## Carrière
Noureddine Segmani est médaillé de bronze dans la catégorie des poids légers aux Jeux africains d'Alger en 1978 ainsi qu'aux Jeux méditerranéens de Split en 1979.